# Malcolmochthonius oregonus
Malcolmochthonius oregonus es una especie de arácnido  del orden
Pseudoscorpionida de la familia Chthoniidae.

## Distribución geográfica
Se encuentra en Oregón (Estados Unidos).